# Нтчисі
Нтчи́сі (англ. Ntchisi) — селище, центральний населений пункт та адміністративний центр дистрикту Нтчисі Центрального регіону Малаві.
Населення — 9357 осіб (2018, 7918 у 2008, 5773 у 1998, 3073 у 1987).